# تغريد حمادة
تغريد حمادة (1 يونيو 1988) هي لاعبة كرة قدم لبنانية سابقة وكرة الصالات لعبت كمدافعة؛ ومثلت لبنان دوليا في كل من كرة القدم وكرة الصالات؛ هي اللاعبة الأكثر مشاركة في المنتخب الوطني لكرة القدم إلى جانب سارة بكري، مع 22 مباراة بين عامي 2006 و2015.

## مهنة النادي
لعبت لصالح فريق ذوق مصبح لكرة الصالات للسيدات في لبنان، ولفريق أوبيريتوس في الدوري اللبناني للسيدات خلال موسم 2019-20، وسجلت أربعة أهداف.[بحاجة لمصدر]

## مهنة دولية
توجت مع منتخب لبنان في كل من كرة القدم وكرة الصالات؛ في كرة القدم، مثلت لبنان في تصفيات كأس آسيا للسيدات 2014، حيث لعبت ثلاث مباريات وسجلت هدفاً في مرمى الكويت.
في كرة الصالات، لعبت مع منتخب لبنان في بطولة اتحاد غرب آسيا لكرة الصالات للسيدات 2012 وبطولة آسيا لكرة الصالات للسيدات 2018.

## الإحصائيات المهنية

### دولية
| # | تاريخ         | مكان                           | الخصم  | نتيجة | الحصيلة | مسابقة                                       |
| - | ------------- | ------------------------------ | ------ | ----- | ------- | -------------------------------------------- |
| 1 | 7 سبتمبر 2007 | ستاد عمان الدولي، عمان، الأردن | سوريا  |       | 7-0     | بطولة اتحاد غرب آسيا لكرة القدم للسيدات 2007 |
| 2 | 9 يونيو 2013  | ستاد عمان الدولي، عمان، الأردن | الكويت | 9-0   | 12-1    | تصفيات كأس آسيا للسيدات 2014                 |

## الإنجازات
لبنان
- بطولة اتحاد غرب آسيا لكرة القدم للسيدات المركز الثالث: 2007

فردي
- صاحبة أعلى ظهور في منتخب لبنان: 22 مباراة.[ا][4]

## ملحوظات
1. ↑  متعادلة مع سارة بكري

## روابط خارجية
- تغريد حمادة على موقع أف آي لبنان (FA Lebanon)
- تغريد حمادة  على سكروي